# 曾䡵
曾䡵（1436年—1507年），字文載，湖廣郴州永興縣人，明朝政治人物。

## 生平
早年出身國子生，成化七年（1471年）辛卯科湖廣鄉試第七十五名。成化十一年（1475年）乙未科會試第九十三名，殿試登進士第三甲第一百五十三名。授刑部员外郎，出爲浙江紹興府知府，弘治三年（1490年），因被誹謗罷官。

## 家族
曾祖曾章，祖父曾如栢，父曾克謙。